# Franc Toplak (duhovnik)
Franc Toplak, slovenski rimskokatoliški duhovnik in zbiratelj ljudskega gradiva, * 2. september 1818, Destrnik, † 6. november 1904, Podgorci.

## Življenje in delo
Rodil se je očetu kmetu Jožefu in materi Ani (rojeni Sever). Toplak je v Gradcu študiral bogoslovje in bil 1842 posvečen v duhovnika, nato je bil kaplan in na koncu tudi župnik v raznih župnijah okoli Ljutomera.
Toplak je zbiral ljudske pregovore in slovenska imena rastlin, rudnin, drevja, sadja in drugih besed, ki so bile v tistem času še žive med ljudstvom. Vsega nabranega gradiva je 14 rokopisnih zvezkov. Del tega gradiva (8 zvezkov) z nazivom Zbirka južnoslovanskih besedi (mdr. izpisano iz raznih knjig in tudi hrvaških časopisov) je poslal jezikoslovcu J. Pajku, ki pa ga je označil za neuporabnega. Ukvarjal se je tudi z astronomijo.